# وودلند بیچ (میشیگان)
وودلند بیچ (به انگلیسی: Woodland Beach) یک منطقهٔ مسکونی در ایالات متحده آمریکا است که در شهرستان مونرو، میشیگان واقع شده‌است. وودلند بیچ ۱٫۴ کیلومتر مربع مساحت و ۲٬۰۴۹ نفر جمعیت دارد و ۱۷۶ متر بالاتر از سطح دریا واقع شده‌است.